# It Doesn't Matter (canción)
It Doesn't Matter es una canción del grupo inglés de música electrónica Depeche Mode compuesta por Martin Gore, publicada en el álbum Some Great Reward de 1984.

## Descripción
Es una de las canciones más enternecedoras en la carrera de DM. Irónicamente en un disco que resultara tan escandaloso y provocativo como lo fue el álbum Some Great Reward, éste era el tema que más desentonaba con todo el discurso lírico y aún musical que considerándolo como conjunto concretaba.
"It Doesn't Matter" es una conmovedora declaración de amor y de agradecimiento a quien esté verdaderamente comprometido en una relación de pareja, conducida por una musicalización electrónica por completo fuera del estándar industrial del álbum, y muy diferente al tema "Somebody" del mismo, con la cual son las más suaves de toda la sugerente colección.
La musicalización resultaría una de las más trabajadas prácticamente de todo el disco, íntegramente electrónica pero habiendo buscado que sonara lo más emocional posible en una suerte de semi-minimalismo sintético sin prescindir de sus elementos principales, aunque por momentos pareciera simular una forma de llanto. Así, se consiguió algo solo medianamente electro con una resonancia casi lúdica llena de efectos como las otras del álbum, pero resultando la más suave de todas.
La letra en realidad no se pudo sustraer a una cierta melancolía implícita tratando también de cuando la pareja esté separada o cuando la relación haya acabado. Más bien parece hablar del amor verdadero pero que no es posible llevar a cabo, o cuando alguien se enamora sin ser correspondido, lo cual solo lleva al amor permanente en donde nunca se desmoronarán los ideales y siempre se creerá solo en la pureza del sentimiento, por ello su cierta tristeza.
Sin embargo la peculiar musicalización sintética es lo más llamativo, por la sutileza con que fue realizada, no hay efecto de percusión por ejemplo, pero sin haber perdido sonoridad ni armonía, al contrario es muy rítmica en conjunto de sus elementos. Después de este tema no volvieron a practicar algo tan deliberadamente sentimental, siendo un experimento casi único en su repertorio.
Aunque es uno de los temas más verdaderamente sensitivos de DM, es decir no forzosamente melancólico o triste, tampoco llega en momento alguno a ser una “canción feliz”, equilibrando en toda su duración un discurso de temor, amor y apasionamiento por la persona amada, así como resignación con gratitud. Por su forma meramente sintetizada tan suave en un disco tan punzante, fue en realidad una de las últimas muestras de verdadero synth pop de DM.
Como curiosidad en el álbum Black Celebration se contiene una corta canción llamada "It Doesn't Matter Two", pero no es continuación ni revisión de ésta, solo se le puso el “Two”, Dos, en el título, porque se llaman igual.

## En directo
La canción estuvo presente durante el correspondiente Some Great Tour y después en el Tour for the Masses. La interpretación desde luego se hacía siempre tal como aparece en el álbum, totalmente sintética, siendo uno de los más puramente electrónicos de DM.
- Datos: Q5923072